# Тарасий Керженский
Архимандрит Тарасий (1787 — 10 августа 1876, Семёновский уезд, Нижегородская губерния) — основатель и настоятель Керженского Благовещенского единоверческого скита, одного из первых единоверческих монастырей. Также был первым настоятелем и устроителем Московского Никольского единоверческого монастыря.

## Биография
Родился в 1787 году в старообрядческой семье и сам большую часть своей жизни (62 года) принадлежал к старообрядчеству, получив большую известность в среде старообрядцев.
В 1814 году, в 27-летнем возрасте, будучи иноком, Тарасий основал Благовещенский Керженский скит, расположившийся на правом берегу реки Керженец на территории Нижегородской губернии.
Несмотря на то, что в этой местности уже располагалось несколько старообрядческих Керженских скитов, но Благовещенский скит вскоре приобрёл большую известность и в него стали стекаться старообрядческие иноки.
В 1848 году, во времена борьбы с сектантством при императоре Николае I, по поводу одного уголовного следствия скит был запечатан властями.
К этому был причастен чиновник особых поручений министерства внутренних дел по искоренению церковного раскола Нижегородской губернии Павел Мельников-Печерский, который будучи знатоком и бытописателем старообрядческого раскола, нашёл подход, нужные слова и аргументы, чтобы убедить инока Тарасия перейти в единоверие.
После перехода вместе с несколькими иноками своего скита в единоверие, в 1849 году иноку Тарасию было разрешено вновь открыть и поселиться в своём Благовещенском скиту.
Таким образом в 1849 году был открыт один из первых единоверческих монастырей — Керженский Благовещенский единоверческий мужской монастырь (общежительный 3 класса).
Вскоре инок Тарасий был посвящён в сан священника и поставлен первым игуменом Благовещенского Керженского единоверческого монастыря.
При игуменстве Тарасия, как и при его преемнике — игумене Евгении († 1879 год), монастырь обстроился и разбогател.
И за успехи в обустройстве единоверческой обители игумен Тарасий был возведён в чин архимандрита (что было необычным для настоятеля монастыря 3-го класса) — став первым единоверческим архимандритом.
В 1866 году при создании в Москве Никольского единоверческого монастыря, по желанию первых насельником монастыря и ходатайству Московского митрополита Филарета (Дроздова), Священный синод пригласил для устройства устава и порядка в новосоздаваемой единоверческой обители архимандрита Тарасия.
Архимандриту Тарасию тогда было уже 79 лет, и он не желая покидать свою обитель, и ссылаясь на свою старость и трудности длительного путешествия из Нижегородской губернии в Москву, поначалу отказывался от столь почётного назначения. Но всё же поддался усердным уговорам, и избрав игумена Евгения для управления Благовещенским Керженским единоверческим скитом, отправился в Москву.
В день Святой Троицы, 15 мая 1866 года, накануне дня торжественного открытия Никольского единоверческого общежительного мужского монастыря, архимандрит Тарасий торжественно был введён в Никольский единоверческий Монастырь и совершил в нём свою первую Божественную литургию, а затем он был введён в приготовленную для настоятеля обители келию.
Итак архимандрит Тарасий стал первым настоятелем и устроителем Никольского единоверческого монастыря в Москве.
Но буквально через 3 месяца пребывания настоятелем Московского Никольского единоверческого монастыря, в июле 1866 года, вследствие начавшихся трудностей и нестроений в Благовещенском Керженском единоверческом ските, архимандрит Тарасий испросил у Московского митрополита Филарета увольнение и возвратился в свой Благовещенскоий скит.
Архимандрит Тарасия дожил до глубокой старости, и почил 10 августа 1876 года, в возрасте 89 лет. Похоронен он был в основанном им Благовещенском Керженском единоверческом ските, как и желал все свои последние годы жизни.